# Klub Sportowy Ruch Radzionków
Il Klub Sportowy Ruch Radzionków, meglio noto come Ruch Radzionków , è una società calcistica polacca con sede nella città di Radzionków. Milita nella IV liga polacca.

## Palmarès

### Competizioni nazionali
- Campionato polacco di seconda divisione: 1

1997-1998